# Nord 2800
Le Nord 2800 était un avion d'entraînement militaire monoplan des années 1950, conçu et construit en France par Nord-Aviation.